# Egle lyneborgi
Egle lyneborgi är en tvåvingeart som beskrevs av Ackland och Griffiths 2003. Egle lyneborgi ingår i släktet Egle och familjen blomsterflugor. Arten är reproducerande i Sverige. Inga underarter finns listade i Catalogue of Life.